# Tirimos
Tirimos (Tirimoso) ist ein osttimoresischer Ort im Suco Guenu Lai (Verwaltungsamt Cailaco, Gemeinde Bobonaro). Er liegt im Norden der Aldeia Biaboro, südlich des Ortes Waudu und nordwestlich des Gipfels des Foho Tirimos (410 m). Die Siedlung befindet sich auf einem Bergkamm, der vom Berg aus nach Norden führt.